# 鹽寮村
23°52′37″N 121°35′10″E / 23.877°N 121.586°E
鹽寮村位於台灣花蓮縣壽豐鄉，佔地16.1平方公里，人口約528人。鹽寮之名，來自早期花蓮港附近食用鹽於此煮製，台灣日治時期即有「鹽寮港」之名，漢人則稱「鹽寮坑」。鹽寮村本屬水璉村，1964年7月獨立成村。
鹽寮村內人文觀光景點有東部海岸國家風景區、遠雄海洋公園、和南寺、山嶺福德廟、賀田山、嶺頂遺址、花蓮山七七高地、十二號橋溯溪步道、鹽寮漁港等。地形特點為小河川眾多，據統計共達16條，除此亦有大坑、福德坑、中坑，以及橄仔樹腳等小分界，主要對外交通為台11線。
該村村民多以農耕、捕魚（鹽寮漁港）為業，農產有花生、香芽油、甘藷等，魚產以烏魚苗及龍蝦為主。

## 外部連結
地圖上的鹽寮村（osm地圖）（页面存档备份，存于）